# أبيجينين
أبيجينين (4'،5،7-ثلاثي هيدروكسي فلافون)، موجود في العديد من النباتات، هو منتج طبيعي ينتمي إلى فئة الفلافون التي هي جزيئات لاسكرية  للعديد من الجليكوسيدات الموجودة بشكل طبيعي. وهي مادة صلبة بلورية صفراء تستخدم في صبغ الصوف.